# Johann Christian Mack
Johann Christian Mack (auch Johannes Christian Mack, * 24. Juni 1634 in Coburg; † 6. März 1701 in Schneeberg) war ein deutscher Mediziner.

## Leben
Johann Christian Mack studierte an der Universität Straßburg Medizin. Mack wirkte später als herzogl. sächsischer Provinzialarzt in Coburg und als Physicus in Schneeberg.
Am 30. Oktober 1669 wurde Joh. Christian Mack mit dem akademischen Beinamen Pegasus II. unter der Matrikel-Nr. 35 als Mitglied in die Academia Naturae Curiosorum, die heutige Deutsche Akademie der Naturforscher Leopoldina, aufgenommen.